# گانی یالوز
گانی یالوز (فرانسوی: Ghani Yalouz‎؛ زادهٔ ۲۸ ژانویهٔ ۱۹۶۸) کشتی‌گیر اهل فرانسه بود.
وی همچنین برندهٔ جوایزی همچون لژیون دونور (شوالیه) شده‌است.